# Scopula myrtillata
Scopula myrtillata là một loài bướm đêm trong họ Geometridae.